# Nyingma
| Tibetische Bezeichnung                     |
| ------------------------------------------ |
| Tibetische Schrift: རྙིང་མ་                  |
| Wylie-Transliteration: rnying ma           |
| Aussprache in IPA: [ɲiŋma]                 |
| Offizielle Transkription der VRCh: Nyingma |
| THDL-Transkription: Nyingma                |
| Andere Schreibweisen: —                    |
| Chinesische Bezeichnung                    |
| Traditionell: 寧瑪派、紅教                 |
| Vereinfacht: 宁玛派、红教                  |
| Pinyin:Níngmǎpài, Hóngjiào                 |

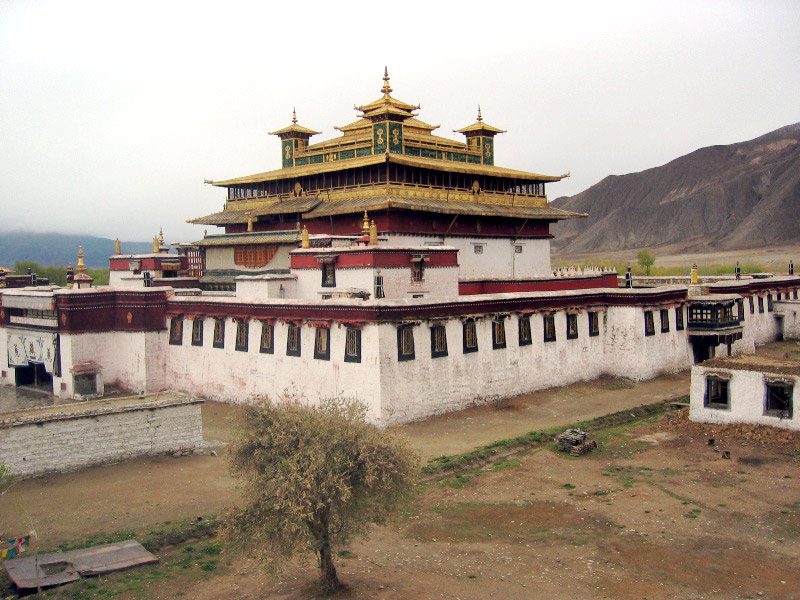
Samye – das älteste Kloster in Tibet

Die Nyingma-Tradition des tibetischen Buddhismus ist die älteste der vier großen Traditionen Nyingma, Kagyü, Sakya und Gelug. Als Nyingma- oder Alte Schule des tibetischen Buddhismus werden die Anhänger der ursprünglichen Übersetzungen der Lehren des Buddha ins Tibetische bezeichnet, die bis zur Zeit des indischen Übersetzers Smirtijnanakirti gegen Ende des 10. Jahrhunderts gemacht wurden. Darum wird sie auch frühe Übersetzungsschule (Ngagyur Nyima) genannt, um sie ab dem Übersetzer Rinchen Zangpo (958–1055) von den späteren Übersetzungen der Neuen Schulen (Sarma) wie Kagyü, Sakya, Kadam und Gelug zu unterscheiden. Bezüglich der gesamten Struktur und Praxis aller drei „Fahrzeuge“, also verschiedener Glaubensausprägungen, des buddhistischen Pfades Hinayana, Mahayana und Vajrayana, gibt es zwischen den vier großen Traditionen des tibetischen Buddhismus keine Unterschiede und nehmen diese gemeinsam den philosophischen Standpunkt der Madhyamaka-Schule ein.

## Geschichte
Im 8. Jahrhundert wurde der Buddhismus von Indien nach Tibet übertragen. Der tibetische König Thrisong Detsen lud um 779 die indischen Meister Padmasambhava („Lotosgeborener“), von den Tibetern auch Guru Rinpoche („Kostbarer Meister“) genannt, und Shantarakshita (tib.: zhi ba 'tsho; „Wächter des Friedens“) nach Tibet ein, um dort den Buddhismus zu lehren. Padmasambhava betonte vor allem die tantrischen Aspekte des Buddhismus. Durch seine Macht und Verwirklichung soll er die Geister und Dämonen Tibets unterworfen und sie durch Eide als „Schützer“ (siehe: Dharmapala) an die Lehren Buddhas gebunden haben. Aus diesem Grund setzte sich in Tibet der Vajrayana-Buddhismus gegen die bis dahin vorherrschende Bön-Religion durch.
Die Nyingma-Tradition wird auch als die Schule der „Alten Übersetzungen“ bezeichnet und geht auf die erste Überlieferungswelle zurück, die mit Padmasambhavas und Shantarakshitas Lehrtätigkeit begann.
Padmasambhava und Shantarakshita gründeten das erste buddhistische Kloster in Tibet, Samye, welches sich zum wichtigsten Lehrzentrum des tibetischen Buddhismus der damaligen Zeit entwickelte. Von König Thrisong Detsen erhielten Padmasambhava und seine Schüler, von denen die 25 Hauptschüler wegen ihrer hohen Verwirklichung berühmt wurden, den Auftrag, die buddhistischen Lehren aus dem Sanskrit ins Tibetische zu übersetzen. Padmasambhava und Shantarakshita bildeten 108 Übersetzer aus, um diese Aufgabe zu erfüllen. Die Schriften dieser großen Übersetzungsphase bilden die Basis aller Schulen des tibetischen Buddhismus, lediglich in den tantrischen Schriften und Übertragungen gibt es Unterschiede. Vom 8. bis zum 11. Jahrhundert war die Nyingma-Tradition die einzige buddhistische Schule in Tibet. Ab dem 11. Jahrhundert entwickelten sich dann die Schulen der „Neuen Übersetzungen“ (siehe: Sarma), die sich hauptsächlich auf die Übertragung bislang noch nicht übersetzter Tantras beziehen.
Die Hauptklöster der Nyingma-Schule sind, von Samye-Ling abgesehen, Kathog, Mindrölling, Dorje Drag, Pelyül, Dzogchen und Shechen. Von diesen „großen Sitzen“ der Nyingma leiten eine große Zahl von Nyingma-Klöstern ihre Entstehung ab.

## Termas und Tertöns
Eine Besonderheit des tibetischen Buddhismus sind die „verborgenen Schätze“ (siehe: Terma). Padmasambhava und seine engsten Schüler und Schülerinnen versteckten hunderte von Texten, Ritualgegenständen und Reliquien an geheimen Orten, um die Lehren des Buddhismus vor der Zerstörung durch den, dem Buddhismus feindlich gesinnten, tibetischen König Lang Darma (9. Jahrhundert) zu bewahren. So entstanden insbesondere in der Nyingma-Tradition unter anderem zwei Arten der Übertragung: Die sogenannte „lange“ Übertragungslinie vom Meister auf den Schüler in einer ununterbrochenen Linie, und die „kurze“ Übertragungslinie der „verborgenen Schätze“. Die Termas wurden später von Meistern mit besonderen Fähigkeiten, sogenannten „Schatzfindern“ (siehe: Tertön),  wiederentdeckt und an ihre Schüler überliefert. Diese Meister waren häufig Inkarnationen der 25 Hauptschüler Padmasambhavas. Somit entstand durch die Jahrhunderte ein vielschichtiges System von Übertragungslinien, die die Lehren der Nyingma-Schulen ständig mit „frischen“ Lehren ergänzten, die jeweils ihrer Zeit angemessen waren und viele Schüler zur Verwirklichung/Erleuchtung führten.

## Gelehrte
In der Nyingma-Tradition gab es auch viele große Gelehrte. Der wohl Wichtigste unter ihnen ist Longchen Rabjam (1308–1363). Seine bedeutendsten Werke sind die „Sieben Schätze“ (tib.: klong chen mdzod bdun; „Dzö dün“), die drei „Zyklen der Entspannung“ (tib.: ngal gso skor gsum; „Ngalso Korsum“), die drei „Zyklen der natürlichen Befreiung“ (tib.: rang grol skor gsum; „Rangdröl Korsum“) und die Texte zu den „Vier Zweigen der Herzessenz“ (tib.: snying thig ya bzhi; „Nyingthig Yabshi“). Longchen Rabjam systematisierte auch die Übertragung der, von Garab Dorje ausgehenden, Dzogchen-Lehren der Nyingma-Linie, die seitdem als „Herzessenz der Weiten Dimension“ (tib.: klong chen snying thig; „Longchen Nyingthig“) gelehrt werden.

## 100.000 Nyingmapa-Tantras
Die Tantrischen Lehren der Nyingma sind in der Sammlung der 100.000 Nyingmapa-Tantras (tib.: rnying ma rgyud 'bum; „Nyingma Gyübum“) zusammengestellt. Kennzeichnend für das tantrische System der Nyingma ist die ihr eigene Aufteilung der Tantraklassen. Die Nyingmaschulen unterscheiden die tantrischen Lehren in die sogenannten Äußeren Tantras:
1. Kriyayoga
2. Caryayoga
3. Yogatantra

und die Inneren Tantras:
1. Mahayoga
2. Anuyoga
3. Atiyoga/Dzogchen (Die Lehren über die „Große Vollkommenheit“)

In Schulen der „Neuen Übersetzungen“ werden die Inneren Tantras durch das Anuttarayoga-Tantra, auch „Höchstes Yogatantra“ genannt, repräsentiert.
Dieses entspricht in etwa dem Mahayoga. Anuyoga und Atiyoga waren in den neuen Übersetzungstraditionen zunächst nicht enthalten, auch wenn manche ihrer Vertreter diese Yogas praktizieren und später die Übertragungen einzelner Tantras an verschiedene Schulen stattfand.

## Oberhaupt der Nyingma
Historisch betrachtet gab es bis in das späte 20. Jahrhundert nie ein „Oberhaupt der Nyingma“. Die Nyingma-Tradition war wegen der Vielfältigkeit und Vielschichtigkeit verschiedener Übertragungslinien wenig dazu geeignet, zentrale Strukturen auszubilden. Ein Umstand, der die Nyingma-Tradition als einzige der tibetischen Schulen weitgehend aus politischen Konflikten in Tibet herausgehalten hat.
Die Einführung eines Oberhauptes der jeweiligen großen Schulen wurden bedeutend mit der Errichtung der tibetischen Exilregierung nach der Okkupation Tibets, in die nunmehr je ein Vertreter der großen Schultraditionen entsandt wurde. Das „Oberhaupt der Nyingma“ ist also nicht, wie man auf den ersten Blick vermuten könnte, Linienhalter aller Nyingma-Linien und -Übertragungen, vielmehr handelt es sich dabei lediglich um ein politisches Amt in der tibetischen Exilregierung.
Der bedeutende Nyingma-Meister Düdjom Rinpoche (1904–1987) diente als erster auf Bitten des 14. Dalai Lama in der Funktion eines „Oberhaupt der Nyingma“. Nachfolger wurde Dilgo Khyentse Rinpoche (1910–1991). Nach dem Tod Dilgo Khyentses wurde Penor Rinpoche (1932–2009) der Linienhalter der Pelyül-Tradition von den Nyingma zum Oberhaupt gewählt. Auf Vorschlag Penor Rinpoches wurde der 11. Mindröl-Ling Thrichen Gyurme Künsang Wanggyel (1930–2008) „Oberhaupt der Nyingma“. Danach war Taklung Tsetrul Rinpoche (1926–2015) das Oberhaupt der Nyingma Tradition.

## Die Rime-Bewegung
Im 19. Jahrhundert entstand unter Tertön Jamyang Khyentse Wangpo, Jamgön Kongtrül Lodrö Thaye und Orgyen Choggyur Lingpa die so genannte „Rime-Bewegung“, die gruppenübergreifende Lehren aus allen Gegenden Tibets und von Meistern aller Traditionen sammelte, darunter auch die Terma-Sammlungen des Rinchen Terdzö.

## Verbreitung
Neben dem ursprünglichen Verbreitungsgebiet in Tibet, Bhutan, Nepal und Sikkim, die auch aufgrund der Terma-Tradition von besonderer Bedeutung für die Nyingma-Schulen sind, haben sich Nyingma-Gemeinschaften inzwischen auch in Amerika und Europa verbreitet. Nicht wenige dieser Gemeinschaften sind auch in Deutschland, Österreich und der Schweiz zu finden.

### Einführung
- Chagdud Tulku: Tore in die Freiheit. Der buddhistische Weg zum Glück. Theseus Verlag, Berlin 2000, ISBN 3-89620-154-9.
- Dilgo Khyentse: Das Herzjuwel der Erleuchteten. Theseus Verlag, Berlin 1996, ISBN 3-89620-102-6.
- Dilgo Khyentse: Erleuchtete Weisheit. Die einhundert Ratschläge des Padampa Sangye. Theseus Verlag, Berlin 2003, ISBN 3-89620-214-6.
- Dzongsar Khyentse Rinpoche: Weshalb Sie kein Buddhist sind. Windpferd Verlag, ISBN 3-89385-564-5.
- Guru Padmasambhava: Die Geheimlehre Tibets. Kösel Verlag, München 1998, ISBN 3-466-20439-9.
- James Low: Being Guru Rinpoche. A commentary on Nuden Dorje's terma Vidyadhara Guru Sadhana. Edition Khordong, Trafford Publishing, Victoria 2006, ISBN 1-4120-8407-5.
- James Low: Eins mit Guru Rinpoche. Ein Kommentar zu Nuden Dorjes Terma »Die Vidyadhara Guru Sadhana« edition khordong im Wandel Verlag, Berlin, 2007, ISBN 978-3-942380-01-0.
- Karin Brucker, Christian Sohns: Tibetischer Buddhismus. Handbuch für Praktizierende im Westen. O.W. Barth Verlag, Bern 2003.
- Padmasambhava: Die Legende vom grossen Stupa. Dharma Publishing Deutschland, Münster 1993, ISBN 3-928758-04-7.
- Patrul Rinpoche: Die Worte meines vollendeten Lehrers. Arbor Verlag, Freiamt 2001, ISBN 3-924195-72-2.
- Sogyal Rinpoche: Dzogchen und Padmasambhava. Ratnakosha Publikationen, 1995.
- Tulku Thondup: Die verborgenen Schätze Tibets. Eine Erklärung der Termatradition der Nyingma-Schule des Buddhismus. Theseus Verlag, 1994, überarbeitete Neuauflage: Wandel Verlag, 2013, ISBN 978-3-942380-08-9.
- Yeshe Tsogyal: Der Lotosgeborene im Land des Schnees. Wie Padmasambhava den Buddhismus nach Tibet brachte. Fischer Taschenbuch, Frankfurt am Main 1996, ISBN 3-596-12975-3.
- བསོད་ནམས་དོན་གྲུབ།: ༄༅༎སྔ་འགྱུར་རྙིང་མའི་བྱུང་བ་མདོ་ཙམ་བརྗོད་པ༎. མི་རིགས་དཔེ་སྐྲུན་ཁང། / Mínzú chūbǎnshè 民族出版社, Beijing 1991.
- Liu Liqian: Nyingmapa of Tibetan Buddhism (PDF-Datei; MS Word; 272 kB)
- Die geheimen Dakini-Lehren. Padmasambhavas mündliche Unterweisungen der Prinzessin Tsogyal. Ein Juwel der tibetischen Weisheitsliteratur. Übersetzt aus dem Tibetischen von Erik Pema Kunsang, edition khordong im Wandel Verlag, Berlin 2011, ISBN 978-3-942380-03-4.
- James Low, Chhimed Rigdzin Rinpoche: Lichter der Weisheit. Das Butterlampen-Wunschgebet von Chhimed Rigdzin Rinpoche. Mit einem Kommentar von James Low, edition khordong im Wandel Verlag, Berlin, 2014, ISBN 978-3-942380-06-5.

### Dzogchen
- Dalai Lama: Dzogchen – Die Herz-Essenz der großen Vollkommenheit. Theseus Verlag, Berlin 2001, ISBN 3-89620-171-9.
- Dudjom Rinpoche: Die Klausur auf dem Berge – Dzogchen Lehren und Kommentare. Theseus Verlag, Berlin 1994, ISBN 3-85936-071-X.
- James Low: Hier und Jetzt Sein. Ein Kommentar zu Dong Sal Melong, Der Spiegel der klaren Bedeutung – Ein Dzogchen-Schatztext von Nudan Dorje. 1. Auflage. Edition Mandarava bei Sequoyah Verlag, Gutenstein 2004, ISBN 3-85466-063-4.
- James Low: Aus dem Handgepäck eines tibetischen Yogi. Grundlegende Texte der Dzogchen Tradition. Theseus Verlag, Berlin 1996, ISBN 3-89620-089-5. Überarbeitet und neuaufgelegt: edition khordong im Wandel Verlag, Berlin, 2013, ISBN 978-3-942380-17-1.
- James Low: Zuhause im Spiel der Wirklichkeit. Ein Kommentar zum Dzogchen Schatztext: »Unmittelbares Aufzeigen der Buddhaschaft jenseits aller Klassifizierung« von Nuden Dorje. edition khordong im Wandel Verlag, Berlin, 2012, ISBN 978-3-942380-09-6.
- Keith Dowman: Der Flug des Garuda. Vier Dzogchen-Texte aus dem tibetischen Buddhismus. Theseus Verlag, Zürich/München 1994, ISBN 3-85936-065-5.
- Namkhai Norbu: Die Harmonie der Elemente in der Kunst der Atmung. Oddiyana Edition, Landshut/Düsseldorf 1998, ISBN 3-9801635-9-8.
- Namkhai Norbu: Dzogchen der Weg des Lichts – Die Lehren von Sutra, Tantra und Ati-Yoga. Diederichs, 1998, ISBN 3-424-01462-1.
- Namkhai Norbu: Dzogchen – Der ursprüngliche Zustand. Oddiyana Edition, Rom 1993, ISBN 3-9801635-0-4.
- Namkhai Norbu: Spiegel des Bewußtseins. Diederichs Verlag, Kreuzlingen/München 1999, ISBN 3-424-01501-6.
- Namkhai Norbu: Yantra Yoga – Yoga der Bewegung. Edition Tsaparang, Gleisdorf 1988, ISBN 3-900890-00-5.